# Велике їдло
«Вели́ке їдло́» або «Вели́ка жратва́» (фр. La Grande Bouffe; італ. La grande abbuffata) — французько-італійський кінофільм 1973 року, гротескна драма, поставлена режисером Марко Феррері з французькими акторами Мішелем Пікколі та Філіппом Нуаре, а також італійськими акторами Марчелло Мастроянні й Уго Тоньяцці в головних ролях. В основі сюжету історія про чотирьох чоловіків середнього віку, що самоізолюються на французькій віллі, де планують об'їстися до смерті.

## Сюжет
Четверо чоловіків (чиї імена збігаються з іменами акторів, які їх грають), втомившись від нудного та «пустого» життя, яке вони ведуть, вирішують покінчити життя самогубством, закрившись у будинку на околиці Парижа, щоб їсти, поки не помруть.
Перший представлений герой — Уго (Уго Тоньяцці), власник ресторану Le Biscuit à Soupe і чудовий кухар, який вирішив покінчити життя самогубством також через численні непорозуміння з дружиною. Далі представляється Мішель (Мішель Пікколі), телепродюсер і любитель балету. Розлучений чоловік, який виявляє певне нетерпіння до життя, яке він веде. Третій представлений персонаж — Марчелло (Марчелло Мастроянні), пілот Alitalia. У першій сцені, в якій він з'являється, він має намір попросити стюардесу літака розвантажити кілька коліс пармезану, призначених для вілли, де йому доведеться зустрітися з трьома друзями. Четвертий і останній герой — Філіпп (Філіпп Нуаре), важливий суддя, холостяк, який все ще живе зі своєю нянькою Ніколь, яка надмірно опікує його, аж до перешкоджання стосункам з іншими жінками та задовольнити його сексуальні потреби.
Четверо разом їдуть на машині до вілли, що належить Філіппу, де старий опікун Гектор (Анрі Пікколі) вже влаштував усе для великого бенкету, однак не знаючи, що намір господаря та його друзів — убити себе. Крім того, на Філіпа чекає представник китайського посольства (Сімон Чао), який пропонує йому роботу в Китаї. Філіп ввічливо відхиляє пропозицію, цитуючи Вергілія: лат. Timeo Danaos et dona ferentes («Данайців боюсь із дарами прибулих»).
Залишившись наодинці, четверо починають жерти (наприклад, Марчелло та Уго змагаються, хто швидше з'їсть устриць), але наступного дня їх перериває прибуття шкільної групи, яка хоче відвідати сад вілли та побачити «знамениту липу Буало». Четверо радо приймають і пропонують їжу всім школярам, і, перш за все — Андреа (Андреа Ферреоль), молодій та стрункій вчительці, яку запросили на вечерю цього вечора. Перед нею вони запросили ще трьох повій, які незабаром прибувають, але після ночі та дня, проведених на віллі, вони йдуть, збентежені цією кулінарною хворобливістю. Натомість Андреа, розуміючи мету чоловіків, вирішує допомогти їм, залишаючись з ними та навіть віддаючись сексуально, аж до смерті всіх чотирьох.
Першим помирає Марчелло, який через в алкогольних запоях бачить причину свого заниженого лібідо. Роздратований і, усвідомлюючи марність цього фарсу, він вирішує покинути віллу вночі та посеред шторму на борту старого Bugatti 1930-х років, який зберігався в гаражі вілли і який він відремонтував. Його друзі знаходять його наступного ранку мертвим на водійському сидінні та, за порадою Філіппа, поміщають його в холодну кімнату, яку добре видно з кухні. Після Марчелло настає черга Мішеля - жертви сильних нападів метеоризму, напханий неперевершеною їжею (він більше не може навіть підняти ноги й потанцювати), помирає від нападу діареї. Друзі знову помістили його в холодну камеру поруч з Марчелло. Трохи пізніше настає черга Уго, який наїдається до смерті блюдом із трьох різних типів печінки (гусячої, курячої та качиної) у формі купола собору Святого Петра, яке він сам приготували Філіпп і Андреа. За порадою останньої, Уго залишається на кухонному столі, у «своєму королівстві».
Останнім помирає діабетик Філіпп на лавці під липою Буало й на руках Андреа, після того, як він з'їв пиріг у формі грудей, приготований жінкою, яка залишає його там і повертається на віллу.

## Акторський склад
| Актор               | Роль                         | В оригіналі                        |
| ------------------- | ---------------------------- | ---------------------------------- |
| Марчелло Мастроянні | Марчелло                     | Marcello                           |
| Мішель Пікколі      | Мішель                       | Michel                             |
| Філіпп Нуаре        | Філіпп                       | Philippe                           |
| Уго Тоньяцці        | Уго                          | Ugo                                |
| Андреа Ферреоль     | Андреа                       | Andrea                             |
| Соланж Блондо       | Даніель                      | Danielle                           |
| Флоренс Джорджетті  | Анна                         | Anne                               |
| Мішель Алексндре    | Ніколь                       | Nicole                             |
| Монік Шомет         | Мадлен                       | Madeleine                          |
| Анрі Пікколі        | Гектор                       | Hector                             |
| Моріс Дорлеак       |                              |                                    |
| Сімон Чао           | Представник посольства Китаю | Le délégué de l'ambassade de Chine |
| Луї Наварр          | Брагуті                      | Braguti                            |
| Бернард Менез       | П'єр                         | Pierre                             |
| Корделія Пікколі    | Барбара                      | Barbara                            |
| Джером Річард       |                              |                                    |
| Патриція Мілочевич  | Міні                         | Mini                               |
| Джеймс Кемпбелл     | Зак                          | Zack                               |
| Єва Сімонет         | серкретарка                  | La secrétaire                      |

## Прокат
В Італії фільм вийшов в прокат під назвою італ. La grande abbuffata, у Франції — фр. La Grande Bouffe. Також мали місце оригінальні назви в:
- США,  Велика Британія,  Канада,  Мексика,  Єгипет — фр. La grande bouffe;
- Європа,  Індія — англ. The Great Feed;
- Іспанія,  Аргентина — ісп. La gran comilona;
- Велика Британія — англ. Blow Out;
- Японія — яп. 最後の晩餐;
- ФРН,  Австрія — нім. Das große Fressen;
- Нідерланди — нід. De grote schranspartij;
- Бельгія — нід. De grote slokkers;
- Швеція — швед. Brakfesten;
- Норвегія — норв. Etegildet;
- Данія — норв. Det store ædegilde;
- Фінляндія — фін. Suuri pamaus;
- Польща — пол. Wielkie żarcie;
- Південна Корея — кор. 그랑 부프;
- Греція — грец. Το μεγάλο φαγοπότι;
- Португалія — порт. A Grande Farra;
- Бразилія — порт. A Comilança;
- Болгарія — болг. Голямото плюскане.[3]